# Georges Ferdinand Bigot
Georges Ferdinand Bigot (París, 7 de abril de 1860-Bièvres, 10 de octubre de 1927) fue un dibujante, ilustrador y artista francés.
Fue pupilo de Jean-Léon Gérôme y Carolus-Duran en la École des Beaux-Arts (Escuela de Bellas Artes) en París. Bigot residió en el Imperio de Japón durante veinte años y fue bien conocido por su sátira sobre el estilo de vida en el Imperio de Japón del siglo XIX.